# Solution de glucose

Structure du glucose, (projection de Haworth)

Une solution de glucose est un liquide contenant du glucose seul dilué en solution dans de l'eau distillée.

## Usage médical

### Présentation
En médecine la solution de glucose employée est un monohydrate de glucose à des concentrations variables allant de 2,5 % à 50 % de glucose.
On parle de soluté hypotonique pour la solution à 2,5 % de glucose, isotonique pour la solution à 5 % et hypertonique au-delà.

### Indications
Les solutions de glucose pour perfusion peuvent être indiquées, seules ou en association, pour le traitement des déshydratations intracellulaires, de l'hypoglycémie, en nutrition parentérale, et sont également utilisées comme véhicules et diluants pour les spécialités pharmaceutiques compatibles qu'il faut administrer par voie injectable ou simplement comme garde-veine,.
La voie d'administration est essentiellement la voie intra-veineuse, périphérique ou centrale, plus rarement la voie sous-cutanée (pour les solutés à 2,5 et 5 % seulement).

### Divers
Le terme de sérum glucosé est synonyme.